# Litavska gora
Litavska gora, gora Litva ili Litavsko pobrđe  je planina u Austriji. Nalazi se na granici dvije austrijske savezne države, Donja Austrija i Gradišća). Ostavljajući Bečku kotlinu (155 m) Dunav ulazi u poznatu sutjesku između Malih
Karpata i Litavske gore, to je »Porta Hungarica«.

## Važniji vrhovi
Sonnenberg (484 m)

## Geologija
Litavac (Torton), litavski pješčenjak, gromadast vapnenac,
nastao pretežno od crvenih algi s fosilima školjaka ježinca i koralja
u obalnom pojasu miocenskih mora. Ime je dobio po gori Litvi (Leitha)
u Gradišću. Lagan i lako obradiv građevni kamen, ali se brzo troši. U
nas ga ima najviše na rubovima planina između Save i Drave.